# Mihelići
Mihelići is een plaats in de gemeente Poreč in de Kroatische provincie Istrië. De plaats telt 44 inwoners (2001).